# Europäischer Wettbewerb

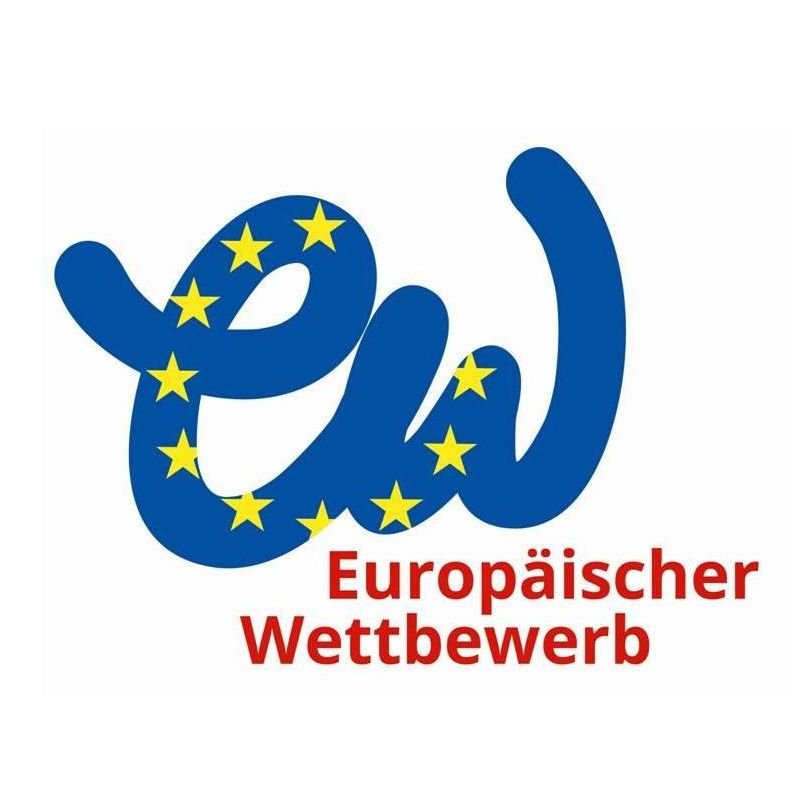
Offizielles Logo des Europäischen Wettbewerbs

Der Europäische Wettbewerb ist ein von der Europäischen Bewegung Deutschland ausgerufener Schülerwettbewerb. Erstmals 1953 in Frankreich als Aufsatzwettbewerb ausgeschrieben, beteiligte sich bereits 1954 Nordrhein-Westfalen. Im folgenden Schuljahr zogen die anderen Länder der Bundesrepublik Deutschland nach. Er ist damit der älteste Schülerwettbewerb Deutschlands und eine der ältesten transnationalen Initiativen zur politischen Bildung in Europa. In der Bundesrepublik Deutschland steht der Europäische Wettbewerb unter der Schirmherrschaft des Bundespräsidenten.
Jährlich nehmen bundesweit durchschnittlich 80.000 Schüler teil. Vier Module, nach Altersgruppen gestaffelt, geben unterschiedliche Themen vor, die sich am Motto des von der Europäischen Union ausgerufenen jeweiligen Europäischen Jahres orientieren. Im Schuljahr 2017/18 lautete das Motto „Denk mal – worauf baut Europa?“ und orientierte sich am Europäischen Kulturerbejahr. Im Schuljahr 2018/19 lautet das Motto des Wettbewerbs „Yourope – es geht um dich!“ und fordert die deutschen Schüler dazu auf, sich Gedanken über die Zukunft Europas und seine Demokratie zu machen. Mit dem Wettbewerbsjahr 2022/2023 wird der Europäische Wettbewerb mit dem Thema „Europäisch gleich bunt“ 70 Jahre alt.
Die Aufgabenstellungen erfordern von den Schülern immer die Berücksichtigung einer europäischen Perspektive. Dabei stehen gesellschaftliche, wirtschaftliche, politische und kulturelle Aspekte im Vordergrund. Die Themen können in beliebiger Art und Weise bearbeitet werden, z. B. mit Texten, Bildern, Collagen, Videos etc.

## Ziele
Der Europäische Wettbewerb ist ein erprobtes Instrument praktischer Schularbeit. Er unterstützt Schulen dabei, ihren europäischen Bildungsauftrag, zuletzt formuliert im Beschluss der Kultusministerkonferenz „Europabildung in der Schule“ (5. Mai 2008), zu erfüllen. Als Themenwettbewerb, der sich an alle Altersstufen und Schularten richtet, fordert er zu vertiefter Auseinandersetzung mit europäischen Themen und Fragestellungen im Unterricht auf. Der Wettbewerb lenkt die Wahrnehmung von Schülern, aber auch der Lehrkräfte, auf die europäische Dimension möglichst vieler Sachgebiete und Unterrichtsinhalte.
Aufgabenstellung und Methodik bieten den Lehrkräften eine konkrete Möglichkeit, die europäische Dimension im Unterricht zu erschließen. Die Themen zeigen auf, wo europäische Bezüge wirksam sind und auf welchem Feld europäische Entscheidungen verlangt werden. Sie machen auch deutlich, dass vielfach nur gemeinschaftliches Handeln Erfolg verspricht. Durch die selbstständige und kreative Auseinandersetzung der Schüler mit Werten, Grundsätzen, Zielen, Herausforderungen und Möglichkeiten der Europäischen Integration leistet der Wettbewerb einen wichtigen Beitrag zur Stärkung des europäischen Bewusstseins unter Kindern und Jugendlichen. Er befähigt junge Menschen, ihre künftigen Aufgaben als Bürger der Europäischen Union aktiv wahrzunehmen.

## Ablauf
Zum Beginn des Schuljahres wird die neue Ausschreibung veröffentlicht und bundesweit an Schulen verteilt. Dann haben die Lehrkräfte und Schüler bis Februar Zeit, um Wettbewerbsbeiträge zu erstellen. Beratende Ansprechpartner in den Ländern sind die Landesstellen und Landesbeauftragte, die in jedem Bundesland den Wettbewerb koordinieren. Im Februar werden diese einer Landesjury vorgelegt. Die Juroren der Bundesländer treffen eine Auswahl, vergeben Landespreise und empfehlen die besten Arbeiten der Bundesjury, die in der Regel im März tagt. Die Bundesjury vergibt an die 2000 besten Arbeiten etwa 600 Preise im Gesamtwert von 80.000 €. Die Preisträgerliste wird im April veröffentlicht. Preisverleihungen finden oft zu den Europatagen Anfang Mai dezentral in den Ländern statt. Zwischen Juni und Oktober finden Preisträgerbegegnungen und Veranstaltungen im Bundeskanzleramt und im Bundestag statt.

## Preise
An die älteren Schüler, deren Arbeiten auf Bundesebene ausgezeichnet wurden, werden jedes Jahr attraktive Reisepreise und Einladungen in politische Institutionen in Berlin und Brüssel vergeben. Die Bundeskanzlerin lädt jedes Jahr 30 Preisträger zu einem dreitägigen Besuch in Berlin ein. Auch der Besucherdienst des Deutschen Bundestags empfängt jährlich 50 Schüler zu einem abwechslungsreichen politischen und kulturellen Programm in der Hauptstadt. In der  Europäischen Akademie Otzenhausen und im Europa-Haus Marienberg finden anlässlich des Europäischen Wettbewerbs jährlich internationale Preisträgerseminare statt. Auch die Friedrich-Ebert-Stiftung organisiert eigens für die Preisträger des Europäischen Wettbewerbs ein politisches Seminar in Straßburg und Brüssel. Die jüngeren Preisträger werden mit Geld- und Sachpreisen ausgezeichnet.

## Neuausrichtung
Der Europäische Wettbewerb wurde in 2009 inhaltlich wie formell neu ausgerichtet. Wesentliche Punkte der neuen Konzeption sind:
- Der Themenwettbewerb rückt die Aktivitäten der Europäischen Union durch die Orientierung am Jahresmotto stärker in den Vordergrund als bisher.
- Schüler, die rein gestalterische Arbeiten einreichen, müssen den europäischen Bezug ihrer Arbeit schriftlich erläutern.
- Die Trennung zwischen bildnerischen und schriftlichen Wettbewerbsaufgaben entfällt. Stattdessen können alle Themen in vielfältiger Weise bearbeitet werden.
- Neben den Fächern Deutsch und Bildende Kunst sind Beiträge anderer Fächer wie Geschichte, Politische Bildung, Geografie, Religion und Ethik erwünscht.
- Eine stärkere Internationalisierung u. a. durch Kooperationen mit europäischen Partnerschulen bei der Bearbeitung eines Themas werden unterstützt.

## Finanzierung
Der Europäische Wettbewerb gehört in Deutschland zu den sogenannten gesamtstaatlich geförderten Wettbewerben. Finanziert wird er durch Zuwendungen des Bundesministeriums für Bildung und Forschung und des Auswärtigen Amtes. Außerdem unterstützen die Kultusministerkonferenz sowie die Kultusministerien und Senatsverwaltungen der Länder den Wettbewerb finanziell. Ein von der Kultusministerkonferenz eingesetzter Lenkungsausschuss bestimmt die Richtlinien des Europäischen Wettbewerbs. Das Presse- und Informationsamt der Bundesregierung, der Bundestag und die Friedrich-Ebert-Stiftung unterstützen den Wettbewerb durch Einladungen von Preisträgern.

## Kooperation mit eTwinning
Um im Rahmen des Europäischen Wettbewerbs wieder grenzüberschreitende Kooperationen von Schülern zu ermöglichen, wurde im Schuljahr 2012/13 ein neuer eTwinning-Zweig im Europäischen Wettbewerb eingeführt. Schulklassen aus mehreren europäischen Ländern konnten online gemeinsam an den Themen des Wettbewerbs arbeiten. Die Themen sind altersgerecht aufbereitet und ideal für Onlinekooperationen im TwinSpace. Die Kooperation zwischen der Europäischen Begegnung und dem EU-Programm eTwinning ist 2021 mit Ablauf der 68. Runde des Europäischen Wettbewerbs ausgelaufen.